# Даллинга, Тейс
Тейс Даллинга (нидерл. Thijs Dallinga; род. 3 августа 2000, Гронинген) — нидерландский футболист, нападающий итальянского клуба «Болонья» и сборной Нидерландов.

## Клубная карьера

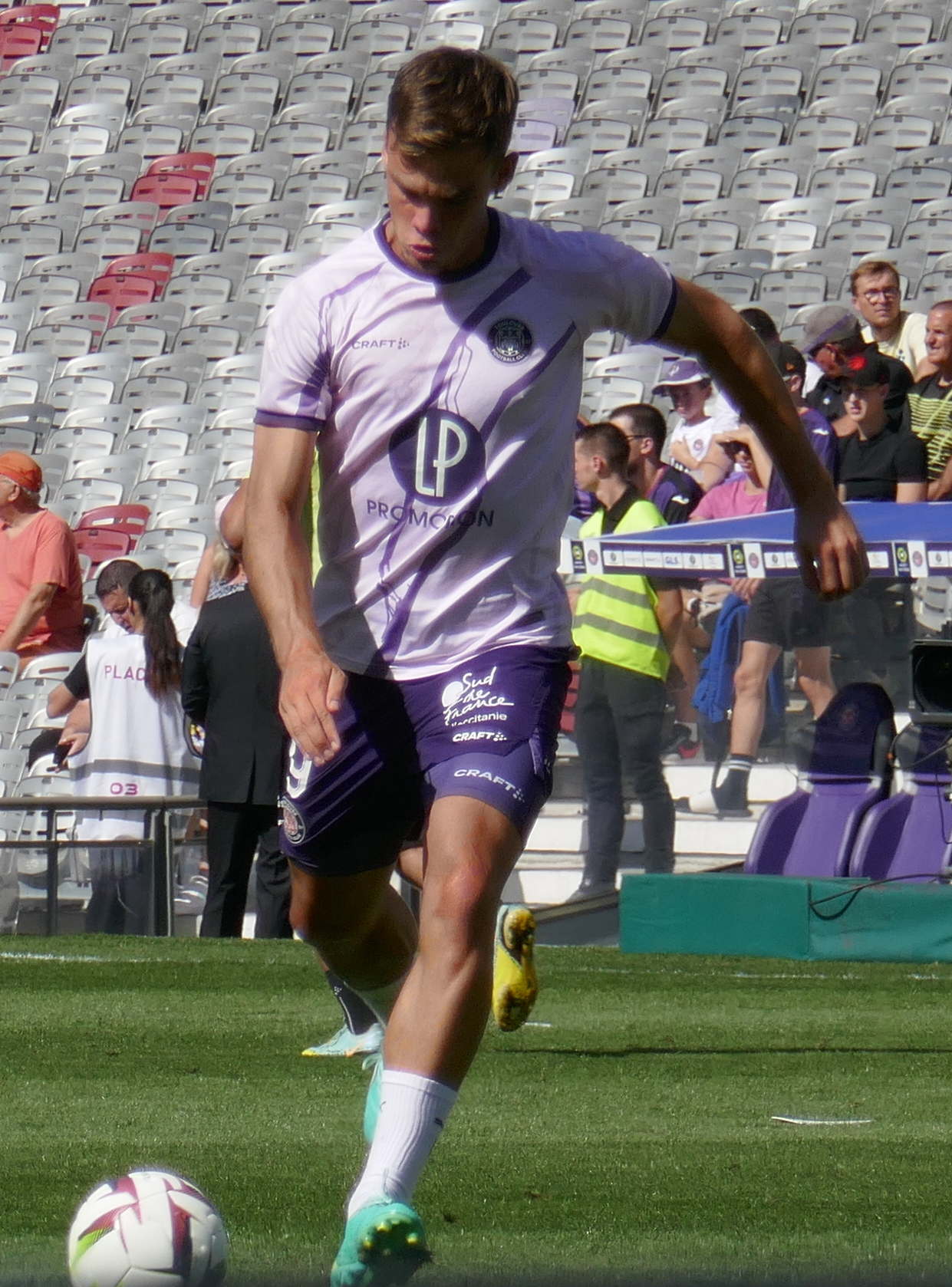
Даллинга в составе «Тулузы»

Даллинга — воспитанник клубов «Сиддебюрен», «Хогезанд» и «Эммен». 27 ноября 2017 года в матче против «МВВ Маастрихт» он дебютировал в Эрстедивизи в составе последнего. 9 апреля 2018 года в поединке против «Телстара» Тейс забил свой первый гол за «Эммен». В 2018 году Даллинга перешёл в «Гронинген». 1 декабря 2020 года в матче против «Валвейка» он дебютировал в Эредивизи. Летом 2021 года Даллинга перешёл в роттердамский «Эксельсиор». 6 августа в матче против ТОП Осс он дебютировал за новую команду. 13 августа в матче против «Роды» Тейс забил свой первый гол за «Эксельсиор». В матчах против «Ден Босха» и «Телстара» Даллинга сделал по «покеру», а в поединке против «Хелмонд Спорт» — хет-трик. По итогам сезона Тейс забил 32 гола и стал лучшим бомбардиром чемпионата.
Летом 2022 года Даллинга перешёл во французскую «Тулузу». Сумма трансфера составила 2,5 млн. евро. 7 августа в матче против «Ниццы» он дебютировал в Лиге 1. В этом же поединке Тейс забил свой первый гол за «Тулузу». 
В 2023 году в матчах Лиги Европы против бельгийского «Юниона», английского «Ливерпуля» и австрийского ЛАСКа он забил четыре гола.
23 июля 2024 года перешёл в итальянский клуб «Болонья».

## Международная карьера
В 2023 году в составе молодёжной сборной Нидерландов Даллинга принял участие в молодёжном чемпионате Европы в Румынии и Грузии. На турнире он сыграл в матчах против сборных Португалии и Грузии.
21 ноября 2023 года в отборочном матче чемпионата Европы 2024 против сборной Гибралтара Даллинга дебютировал за сборную Нидерландов. 

## Достижения

### Командные
«Тулуза»
- Обладатель Кубка Франции: 2022/23

«Болонья»
- Обладатель Кубка Италии: 2024/25

### Личные
- Лучший бомбардир Эрстедивизи: 2021/22 (32 гола)